# Gipcy
 Gipcy  là một xã ở tỉnh Allier thuộc miền trung nước Pháp.